# Thiết bị đầu cuối

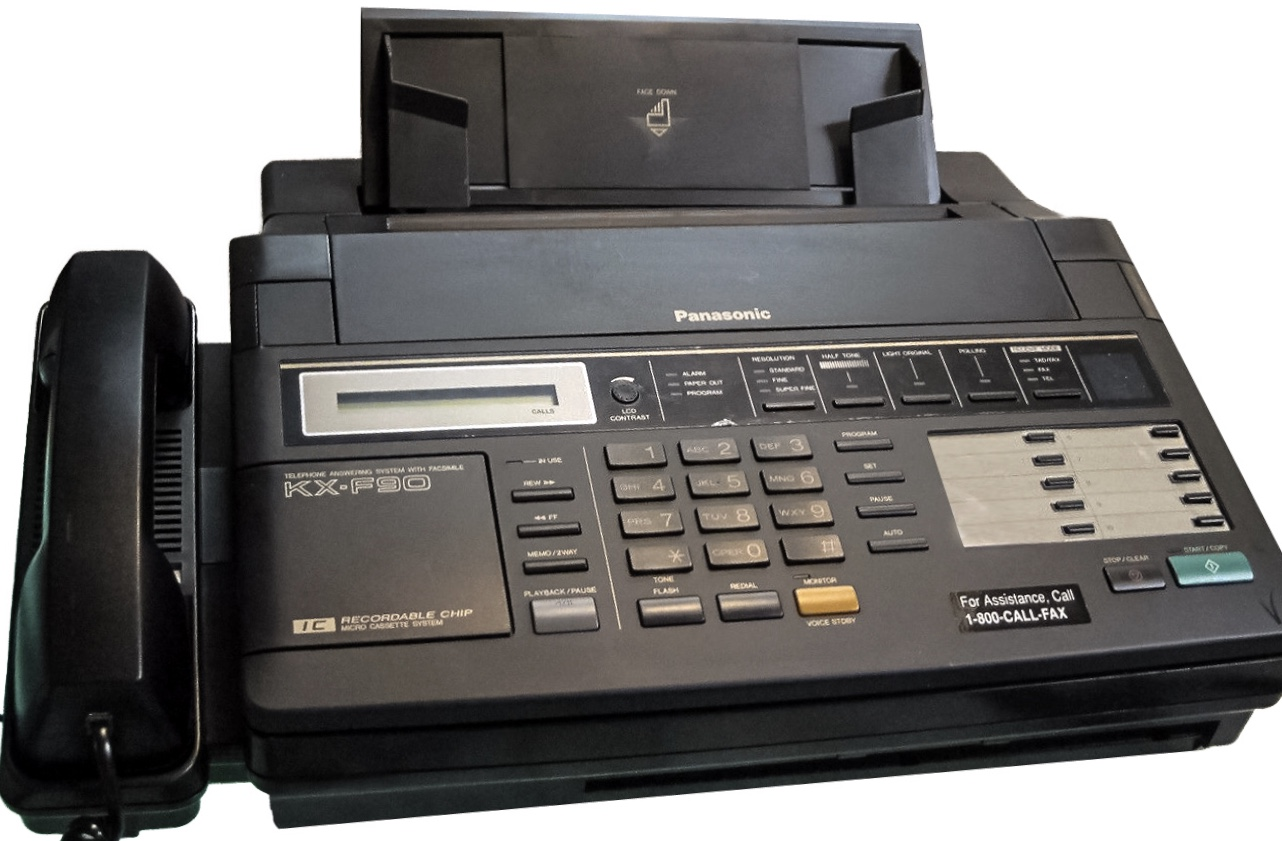
Thiết bị đầu tiên trên thế giới

```
Trong 
viễn thông
 (
telecommunication
), từ 
thiết bị đầu cuối
 có những nghĩa sau đây:
```

- Thiết bị truyền thông ở hai đầu dây liên kết mối giao thông, giúp cho các trạm thông nối hoàn thành nhiệm vụ định trước.
- Thiết bị, trong các hệ thống tiếp âm radio, dùng để thu và phát số liệu. Nên phân biệt sự khác nhau của thiết bị này với các thiết bị dùng để tiếp các tín hiệu đã được giải điều biến lại để khôi phuc tín hiệu gốc.
- Các tổng đài điện thoại và điện tín (switchboards - trung tâm chuyển mạch) cùng những linh kiện trung tâm khác, nơi mạch truyền thông kết thúc.